# Bogusław Mucha
Bogusław Mucha (ur. 4 grudnia 1945 w Adamowicach k. Krakowa) – polski historyk literatury rosyjskiej, prof. zw. dr hab., dyrektor Instytutu Filologii Polskiej Uniwersytetu Jana Kochanowskiego w Kielcach, Filia w Piotrkowie Trybunalskim.

## Życiorys
Badacz literatury powszechnej (ze szczególnym uwzględnieniem polskiej, rosyjskiej i francuskiej). Interesuje się także polsko-rosyjskimi związkami literackimi, kulturowymi i politycznymi. Ukończył  filologię rosyjską w Uniwersytecie Jagiellońskim (1970). Od 1973 roku, (po trzyletnich studiach doktoranckich),  podjął pracę w Instytucie Filologii Rosyjskiej UJ najpierw na stanowisku asystenta, a następnie adiunkta (doktorat – 1973) i docenta (habilitacja – 1981). Od 1983 roku pracował w Instytucie Filologii Rosyjskiej Uniwersytetu Łódzkiego jako docent, prof. UŁ (od 1990) i profesor tytularny (od 1995). Przez kilka lat pełnił obowiązki Zastępcy Dyrektora i Kierownika Katedry Literatury i Kultury Rosyjskiej. Od 1998 pracuje w Instytucie Filologii Polskiej Uniwersytetu Jana Kochanowskiego w Kielcach (Filia w Piotrkowie Trybunalskim). Przez wiele lat kierował Interdyscyplinarnym Zakładem Studiów Słowianoznawczych, jest także Kierownikiem Zakładu Literatury Powszechnej oraz Dyrektorem Instytutu Filologii Polskiej. Odznaczenia: Złoty Krzyż Zasługi, Medal Komisji Edukacji Narodowej.

## Zainteresowania naukowe
Interesuje się historią literatury rosyjskiej, szczególnie I połowy XIX wieku, zajmuje się również literaturą polską, ukraińską, białoruską i francuską. Jego prace naukowe poświęcone są ponadto problemom kultury rosyjskiej, polsko-rosyjskim związkom literackim, kulturalnym i politycznym.

## Książki
- Michał Lermontow w literaturze polskiej lat 1841–1914 (1975)
- Dekabryści (1979)
- Studia nad życiem literackim w Rosji lat 1801–1825 (1981)
- Rosjanie wobec katolicyzmu (1989)
- Historia literatury rosyjskiej. Zarys (1989; 2000)
- Artyści polscy w nowożytnej Rosji (1994)
- Dzieje cenzury w Rosji (1994)
- Rosjanki w życiu Adama Mickiewicza (1994)
- W kręgu rosyjskich katolików i filokatolików (1995)
- Adam Mickiewicz czasów emigracji i Rosjanie (1997)
- Inspiracje biblijne w kulturze rosyjskiej epoki romantyzmu (1998)
- Aleksander Puszkin. Opowieść biograficzna (1999)
- Zarys literatury ukraińskiej i białoruskiej (2000)
- Historia teatru rosyjskiego (2001)
- Słownik władców ruskich i rosyjskich (2001)
- Sztuka filmowa w Rosji 1896–1996 (2002)
- Historia literatury rosyjskiej. Od początków do czasów najnowszych (2002)
- Literatura francuska XIX wieku (2005)
- Literatura rosyjska XX wieku (2008)
- Kobiety na tronie rosyjskim. Szkice historyczno-obyczajowe (2009)
- Twórczość Mikołaja Gogola w kręgu pisarzy polskich (2010)
- Dawny Piotrków Trybunalski (2012)